# Erdey-ház (Miskolc)
Az Erdey-ház Miskolcon, a Széchenyi utca 48. szám alatt áll. Első tulajdonosa Erdey Kálmán kereskedő volt.

## Története
A mai Széchenyi utca 48. és 50. számú házak telkei (összesen 350 négyszögöl) a 18. század végén, majd az 1817-es telkes térképen is a Bakos családbeli Pál, György és Ferenc nevén voltak. Némi bizonytalansággal lehet tudni, hogy Pál népfelkelőként harcolt az 1848-as szabadságharcban, és az 1849-es debreceni csatában súlyos sérülést szenvedett. György pénzadománnyal segítette a miskolci színház létrejöttét, ezt Szrogh Sámuel táblabíró feljegyezéséből lehet tudni. György 1828 és 1833 közötti Miskolc főbírája volt. A Bakos család tagjai egyébként vaskereskedéssel foglalkoztak, és több más ingatlannal is rendelkeztek a városban. Az 1878-as nagy miskolci árvíz során a telek építményei feltehetően erősen megrongálódtak. Az árvíz után a telkeket kettéosztották, és új épületeket húztak rájuk. A tervező és kivitelező a Stimm és Veszely cég volt. Az épület tervei töredékben maradtak meg, csupán az északi és a déli homlokzati rajzok vannak meg. A 48. számú házzal nagyjából egy időben épült két szomszédja is, ezért azok magassági méretei hozzávetőlegesen illeszkednek egymáshoz. A házat Erdey Kálmán kereskedő 1895-ben vette birtokba. Vaskereskedését a földszinten működtette, de van adat arra is, hogy egy időben a szemközti Mahr-házban volt az üzlete. Az épület másfél évtizeddel később már dr. Strausz Vilmos és testvére nevén volt, majd az 1930-as években Berkovics Ferenc volt a tulajdonos. A földszint főutcai részén üzletek működtek, az emeleten volt a lakó szekció. Ugyancsak lakások voltak az udvari szárnyban, de az itteni földszinti részeket feltehetően más célokra (műhely, üzlet) is hasznosították. A második világháború után a földszinti üzlethelyiségekben sokáig kenyérbolt és rövidáruüzlet működött, majd többször változtak az üzletbérlők (az udvarban is). 

## Leírása
Az épületet 2007-ben felújították. A ház Széchenyi utcai homlokzata lényegében nem változott a megépítése óta, még az üzletportálok is megmaradtak az 1940-es évek közepéig. Az épület főutcai frontja egyemeletes, 2+1+2 tengelyes, az utcával párhuzamos beépítésű, alápincézett. A bejárat céljára a középtengelyben elhelyezett kosáríves, vakolatból készült kváderkeretelésű kapu szolgál. Érdekességei a kőből készült, kis méretű, gömb alakú kerékvetők, amelyek máig megőrződtek. A kapu fölött két, fogazott fejezetű konzolon nyugvó erkély áll, öblös kovácsoltvas kosárral. Az erkélyre az első emeleten kétszárnyú ajtó nyílik, aminek a két oldalán egy-egy keskeny ablak helyezkedik el. Ezek fölött hatalmas, díszes oromzatot helyeztek el, amely fent timpanonnal zárul, és benne gyümölcsfüzérekből és szalagcsokrokból álló stukkó ornamentika kapott helyet. A bányász-kohász jelképnek számító kalapácsokra egyelőre nincs magyarázat. A két oldalsó tengelyben lévő ablakok (is) egyenes záródásúak, szemöldökpárkányaik timpanonosak, bennük kagylódíszek vannak. A hangsúlyos koronázópárkányt számos álkonzol tartja, a közökben vakolatdíszítésekkel. Az ablakok közötti és a szemöldökpárkányok feletti felületeket klinkertégla mezők töltik ki. Érdekes díszítőelem az ablakok timpanonjai között elhelyezett két kicsiny, kör alakú „vakablak”. Az udvari rész a felújítás során sokat változott. Belül a főépület négyszintes lett, és megújultak a keleti és a nyugati szárnyak is. A déli épületszárny újonnan épült, kijárata van a Szinva-partra. Homlokzata a Szinva másik partján épült ún. Lottó-házra néz, és kinézete a nyugatról szomszédos, szintén új 46. házszám kialakításához igazodik.
A főutcai üzletportálok mögött (a 2018-as állapot szerint) egy szemüvegbolt és egy divatárukat forgalmazó üzlet működik, de számos vállalkozás van az udvarban is (szabó, pedikűrös, fodrász-kozmetikus, fitneszterem, fodrászati-kozmetikai cikkek árudája stb.).

## Képek

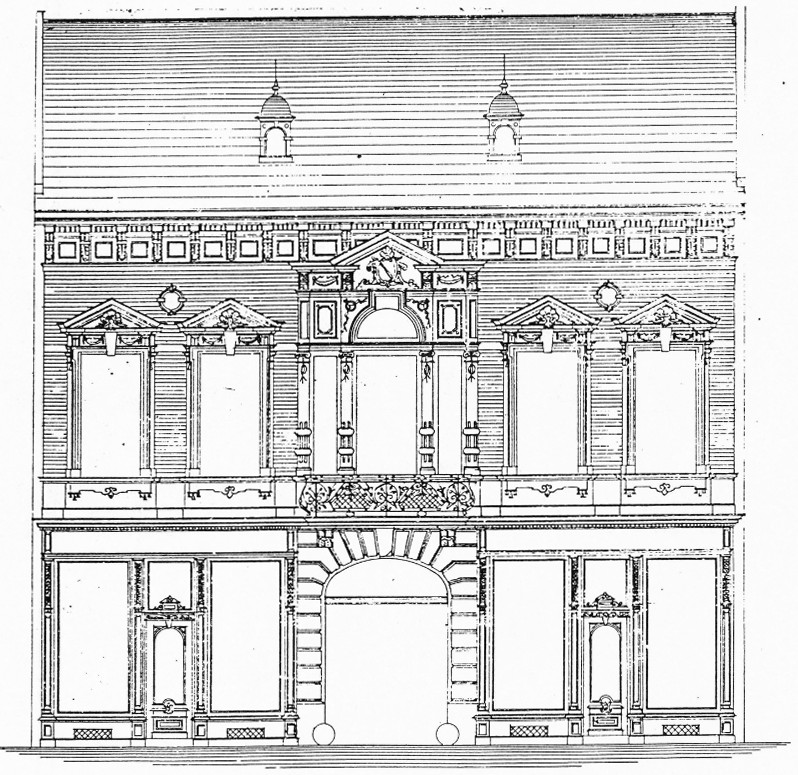
Az Erdey-ház homlokzati terve, 1895
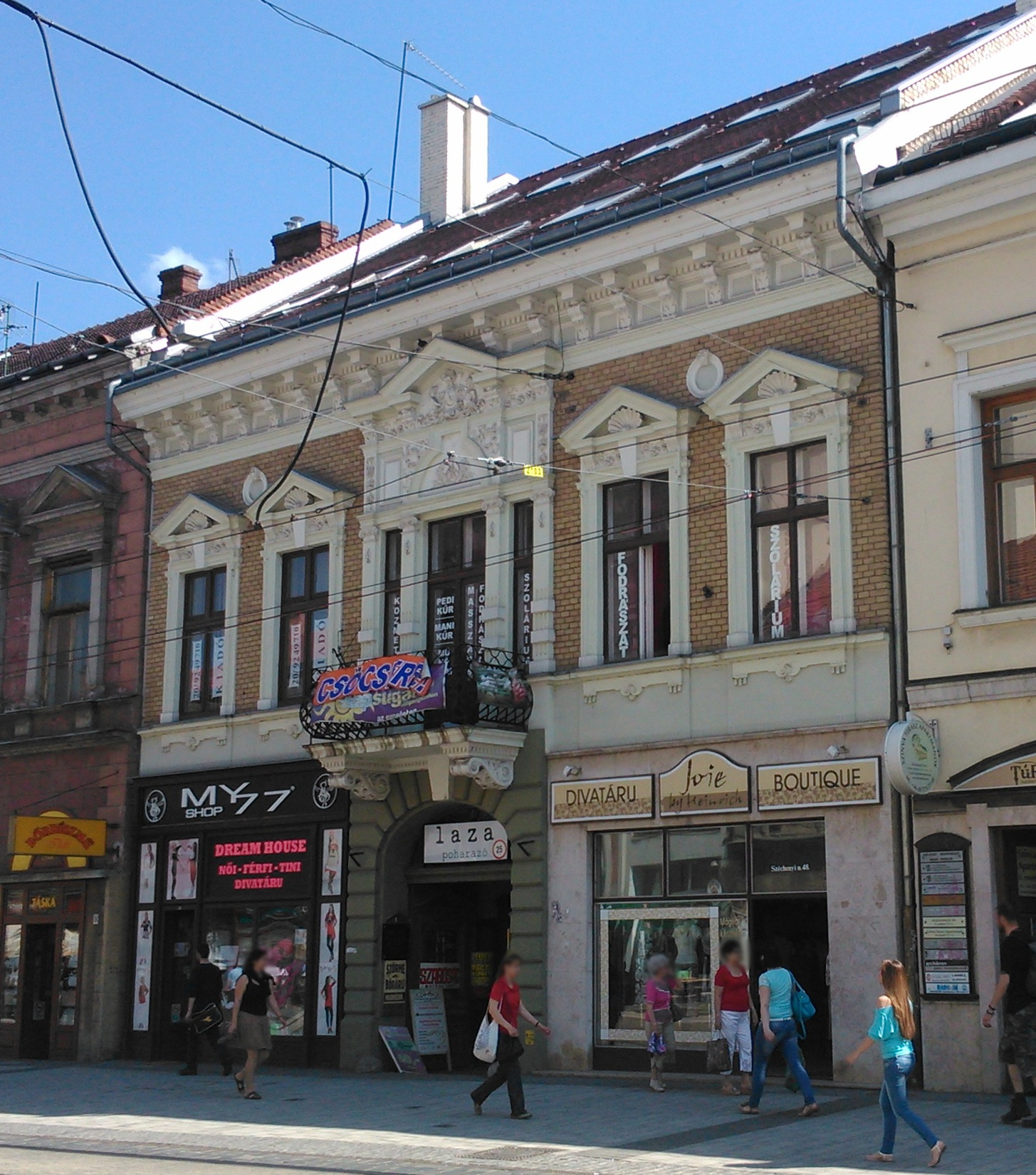
Az épület a főtcán
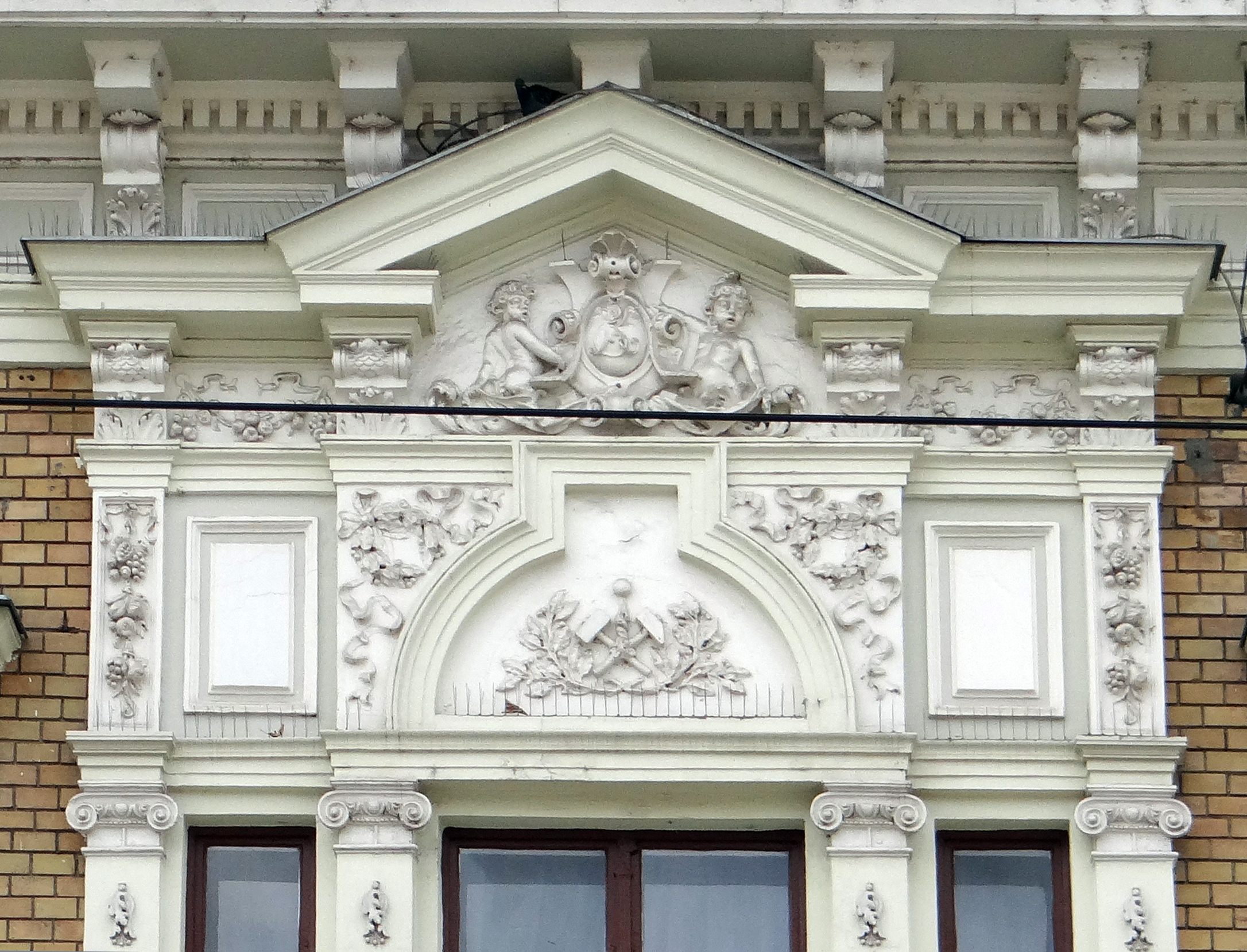
Oromzat az erkély nyílászárói felett
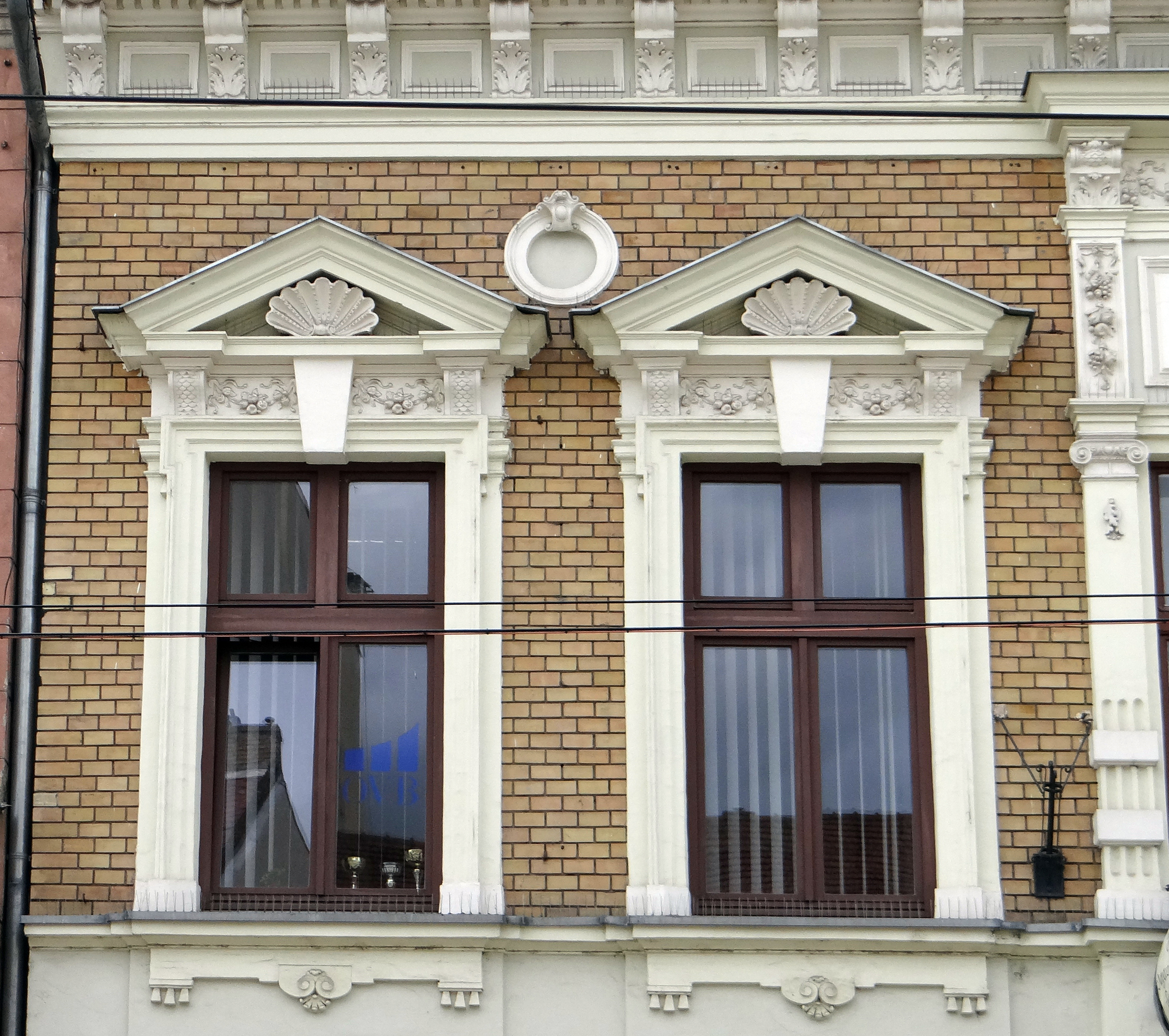
A bal oldali ablakpár
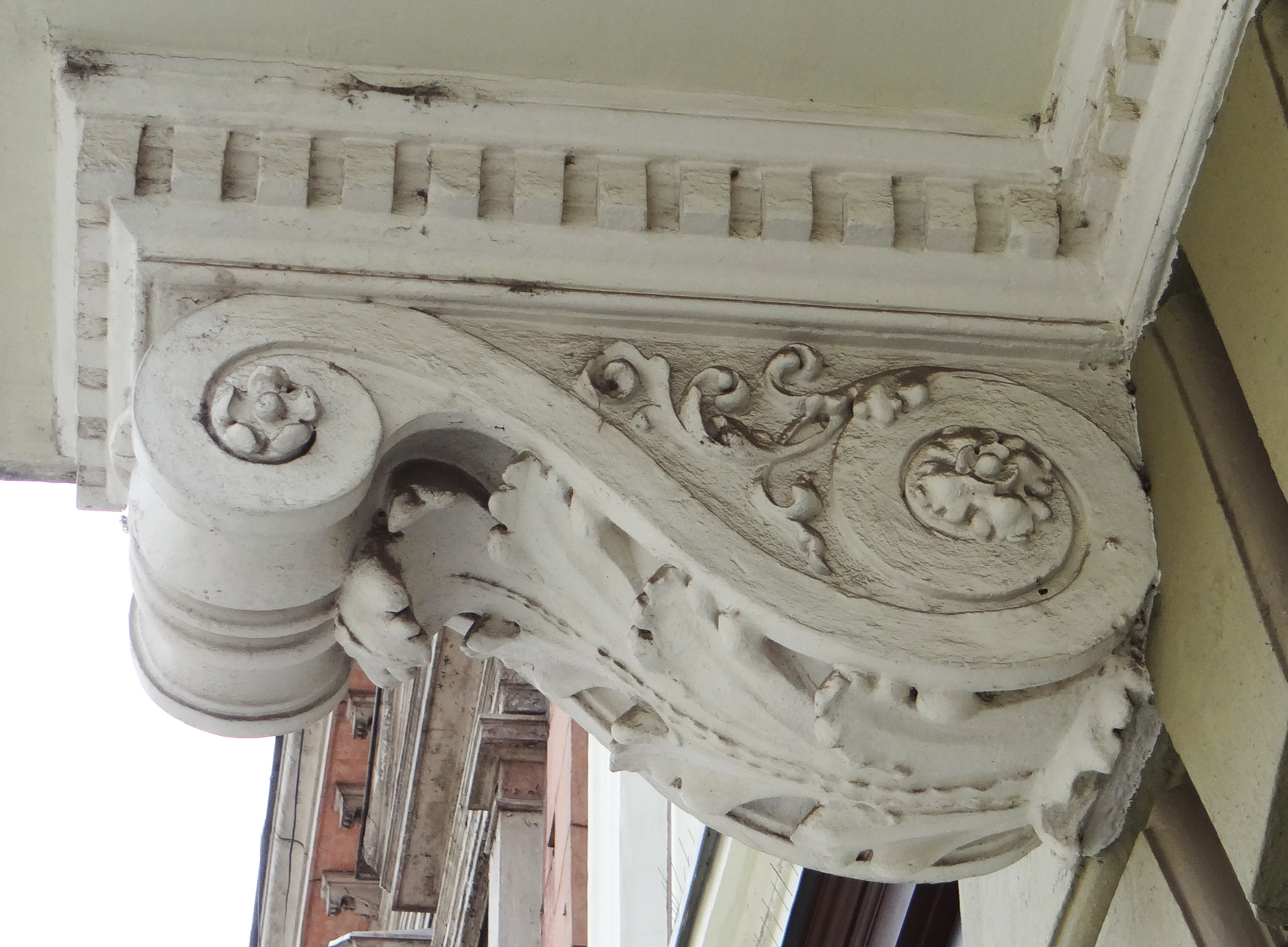
Az erkély pillére
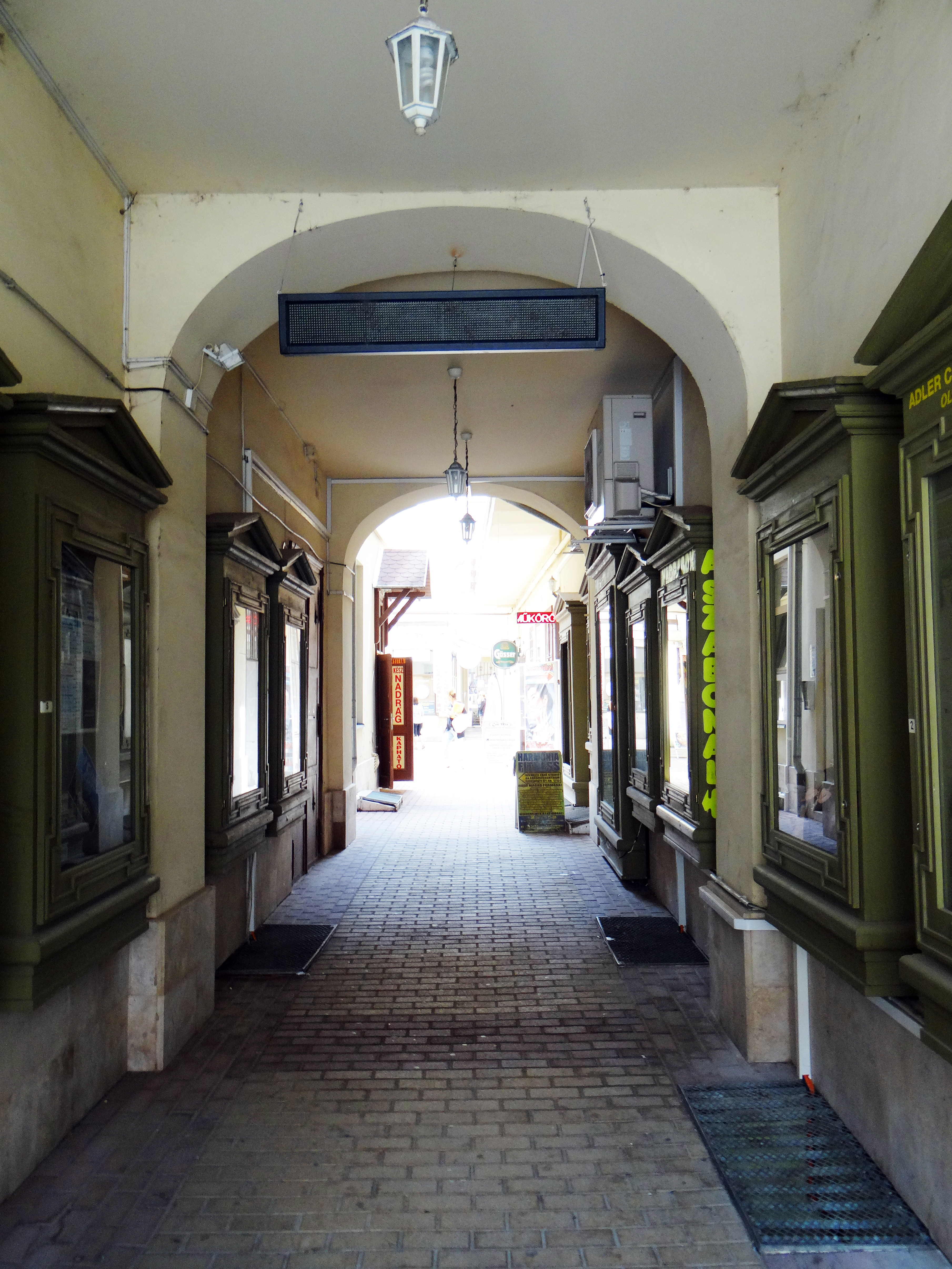
A kapualj
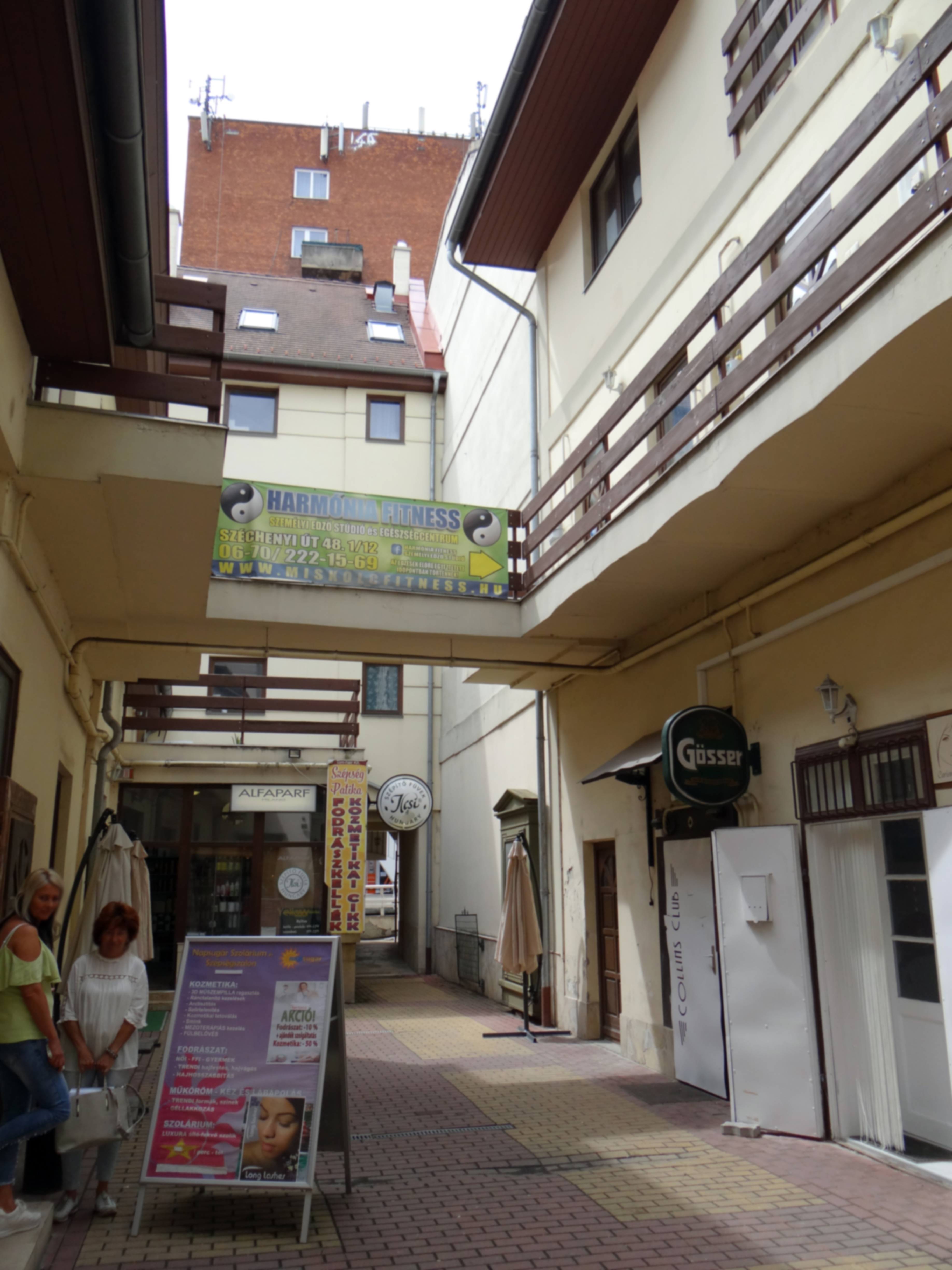
Udvari részlet déli irányban…
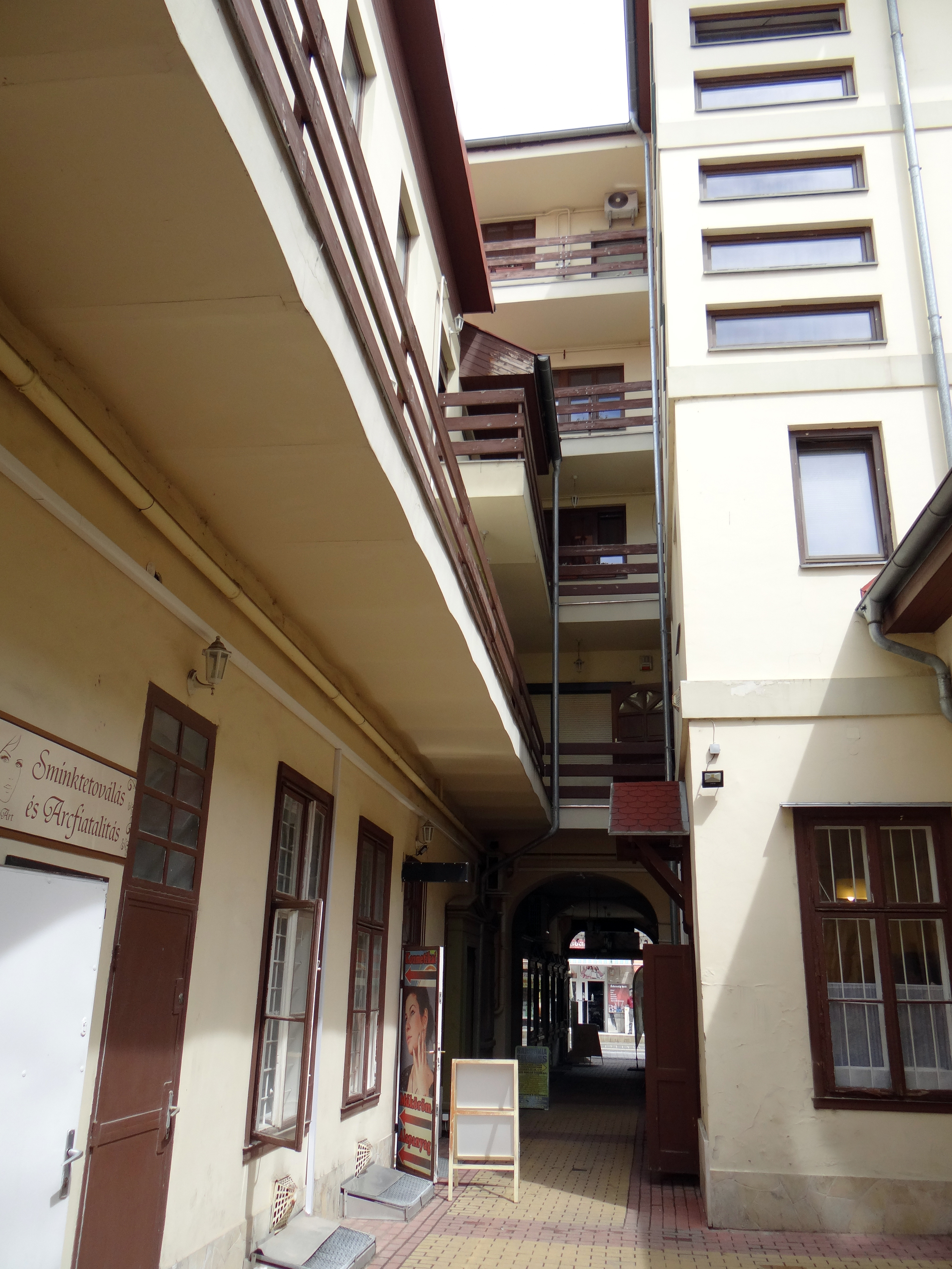
…és északi irányban
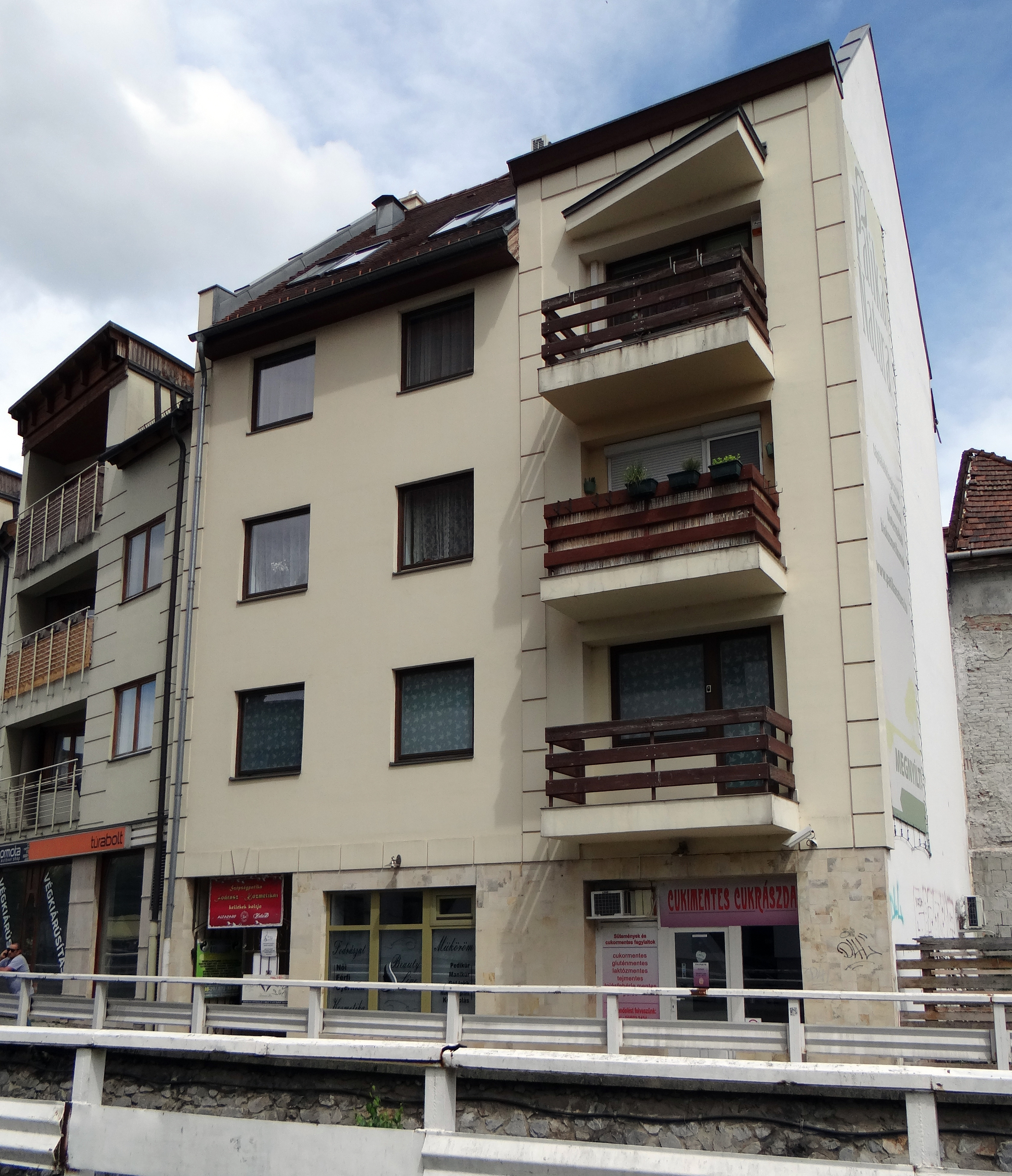
Az épületegyüttes déli homlokzata